# Джамал Бхуян
Джамал Гарріс Бхуян (бенг. জামাল হ্যারিস ভূইয়া / дан. Jamal Harris Bhuyan; нар. 10 квітня 1990, Копенгаген, Данія) — бангладеський та данський футболіст, опорний півзахисник клубу «Саіф» та національної збірної Бангладешу.

## Ранні роки
Народився в данському містечку Глоструп. Виріс у передмісті Північний Брондбю. Батьки Бхуяна переїхали до Кенії з Індії наприкінці 60-их років. У 15 років Джамал розпочав грати за данський клуб «Брондбю». Відзначився голом у важливому матчі проти принципового суперника «Копенгагена». Після завершення матчу тренер «Копенгагена» зустрів його і запропонував місце в команді.

## Клубні кар'єри

### 2009-2010: початок кар'єри
Дорослу футбольну кар'єру розпочав у данському клубі «Геллеруп», де провів 3 сезони та відзначився голом в одному матчі.

### 2014–16: перехід до Прем'єр-ліги Бангладешу
У сезоні 2014/15 років Бхуян приєднався до «Шейха Джамала». Разом з командою виграв 3 трофеї, в тому числі й 1 чемпіонський титул. Провівши два сезони за «Шейха Джамал», після чого приєднався до «Шейха Рассела», де провів 2 матчі.

### 2017: перехід до «Саіфа»
У сезоні 2017/18 років приєднався до «Саіфи». Виступав в оренді за «Читтагонг Абахані» лише на Міжнародному клубному Кубку Шейха Камала 2019 року. Відзначився голом у поєдинку проти «Янг Елефантс». Після цього грав в оренді за індійський «Мохаммедан» (Кольката).

## Кар'єра в збірній
31 серпня 2013 року дебютував за національну збірну Бангладешу у поєдинку кубок Федерації футболу Південної азії 2013 року проти Непалу, завдяки чому став першим гравцем-іноземцем, який представляв національну команду. Бхуян став MVP (найціннішим гравцем) на Кубку Бангабандху, в якому взяли участь вісім країн. 19 серпня 2018 року відзначився переможним голом у компенсований час у переможному (1:0) поєдинку проти олімпійської збірної Катару, щоб допомогти олімпійській збірній Бангладеш вийти в 1/8 фіналу Азійських ігор 2018 року, а також допоміг команді вперше в історії кваліфікуватися в плей-оф Азійських ігор.

## Особисте життя
Бхуян вільно володіє англійською та датською мовами, а також частково — бенгальською. 18 травня 2019 року його разом з Джо Моррісоном та Джоном Берріджем запросили до студії Ла Ліги для прямого коментаря матчу між «Реал Вальядолідом» та «Валенсією». Також коментував матч між «Ейбаром» та «Барселоною».
5 січня 2020 року Джамал Бхуян одружився, весільна церемонія проходила в місці його народження, Копенгагені.

## Статистика виступів

### Клубна
| Сезон             | Клуб                   | Чемпіонат         | Чемпіонат | Чемпіонат | Нац. кубок | Нац. кубок | Нац. кубок | Конт. кубок | Конт. кубок | Конт. кубок | Суперкубок | Суперкубок | Суперкубок | Загалом | Загалом |
| Сезон             | Клуб                   | Змаг.             | Матчі     | Голи      | Змаг.      | Матчі      | Голи       | Змаг.       | Матчі       | Голи        | Змаг.      | Матчі      | Голи       | Матчі   | Голи    |
| ----------------- | ---------------------- | ----------------- | --------- | --------- | ---------- | ---------- | ---------- | ----------- | ----------- | ----------- | ---------- | ---------- | ---------- | ------- | ------- |
| 2016-2017         | «Шейх Рассел»          | БЛ                | 2         | 0         | КБ         | 0          | 0          | Кубок АФК   | 2           | 0           | -          | -          | -          | 4       | 0       |
| 2017-2018         | «Саіф»                 | БЛ                | 13        | 1         | КБ         | 0          | 0          | Кубок АФК   | 2           | 0           | -          | -          | -          | 15      | 1       |
| 2018-2019         | «Саіф»                 | БЛ                | 21        | 2         | КБ         | 0          | 0          | -           | -           | -           | -          | -          | -          | 21      | 2       |
| 2019-2020         | «Саіф»                 | БЛ                | 4         | 0         | КБ         | 3          | 0          | -           | -           | -           | -          | -          | -          | 7       | 0       |
| Усього за «Саіф»  | Усього за «Саіф»       | Усього за «Саіф»  | 38        | 3         |            | 3          | 0          |             | 2           | 0           |            | -          | -          | 43      | 3       |
| 2020-2021         | «Мохаммедан» (Колката) | ІЛ                | 12        | 0         | СК         | 0          | 0          | -           | -           | -           | -          | -          | -          | 12      | 0       |
| Усього за кар'єру | Усього за кар'єру      | Усього за кар'єру | 52        | 0         |            | 3          | 0          |             | 4           | 0           |            | -          | -          | 59      | 0       |

### У збірній

#### По матчах
| Дата       | Місто            | Господарі   | Результат | Гості       | Турнір                          | Голи | Примітки |
| ---------- | ---------------- | ----------- | --------- | ----------- | ------------------------------- | ---- | -------- |
| 31-08-2013 | Катманду         | Непал       | 2 – 0     | Бангладеш   | Чемпіонат ФФПА 2014 - 1-й раунд | -    |          |
| 03-09-2013 | Катманду         | Бангладеш   | 1 – 1     | Індія       | Чемпіонат ФФПА 2014 - 1-й раунд | -    |          |
| 05-09-2013 | Катманду         | Бангладеш   | 1 – 2     | Пакистан    | Чемпіонат ФФПА 2014 - 1-й раунд | -    |          |
| 05-03-2014 | Маргао           | Індія       | 2 – 2     | Бангладеш   | товариський матч                | -    |          |
| 02-02-2015 | Дакка            | Бангладеш   | 1 – 0     | Шрі-Ланка   | товариський матч                | -    |          |
| 30-05-2015 | Дакка            | Бангладеш   | 1 – 2     | Сінгапур    | товариський матч                | -    | 89'      |
| 02-06-2015 | Дакка            | Бангладеш   | 1 – 1     | Афганістан  | товариський матч                | -    |          |
| 11-06-2015 | Дакка            | Бангладеш   | 1 – 3     | Киргизстан  | Відбір до ЧС 2018               | -    | 77' 80'  |
| 16-06-2015 | Дакка            | Бангладеш   | 1 – 1     | Таджикистан | Відбір до ЧС 2018               | -    |          |
| 29-08-2015 | Куала-Лумпур     | Малайзія    | 0 – 0     | Бангладеш   | товариський матч                | -    | 81'      |
| 03-09-2015 | Перт             | Австралія   | 5 – 0     | Бангладеш   | Відбір до ЧС 2018               | -    |          |
| 08-09-2015 | Дакка            | Бангладеш   | 0 – 4     | Йорданія    | Відбір до ЧС 2018               | -    |          |
| 13-10-2015 | Бішкек           | Киргизстан  | 2 – 0     | Бангладеш   | Відбір до ЧС 2018               | -    |          |
| 12-11-2015 | Душанбе          | Таджикистан | 5 – 0     | Бангладеш   | Відбір до ЧС 2018               | -    |          |
| 17-11-2015 | Дакка            | Бангладеш   | 0 – 4     | Австралія   | Відбір до ЧС 2018               | -    |          |
| 17-11-2015 | Дакка            | Бангладеш   | 0 – 4     | Австралія   | Відбір до ЧС 2018               | -    |          |
| 24-12-2015 | Тируванантапурам | Афганістан  | 4 – 0     | Бутан       | Чемпіонат ФФПА 2015 - 1-й раунд | -    | 90+1'    |
| 26-12-2015 | Тируванантапурам | Бангладеш   | 1 – 3     | Мальдіви    | Чемпіонат ФФПА 2015 - 1-й раунд | -    | 70'      |
| 28-12-2015 | Тируванантапурам | Бутан       | 0 – 3     | Бангладеш   | Чемпіонат ФФПА 2015 - 1-й раунд | -    | 84'      |
| 08-01-2016 | Дакка            | Бангладеш   | 4 – 2     | Шрі-Ланка   | товариський матч                | -    |          |
| 15-01-2016 | Дакка            | Бангладеш   | 0 – 0     | Непал       | товариський матч                | -    |          |
| 18-03-2016 | Абу-Дабі         | ОАЕ         | 6 – 1     | Бангладеш   | товариський матч                | -    |          |
| 24-03-2016 | Амман            | Йорданія    | 8 – 0     | Бангладеш   | Відбір до ЧС 2018               | -    |          |
| 02-06-2016 | Душанбе          | Таджикистан | 5 – 0     | Бангладеш   | Відбір до Кубка Азії 2019       | -    | 76'      |
| 07-06-2016 | Дакка            | Бангладеш   | 0 – 1     | Таджикистан | Відбір до Кубка Азії 2019       | -    | 90+4'    |
| 04-09-2018 | Дакка            | Бангладеш   | 2 – 0     | Бутан       | Чемпіонат ФФПА 2018 - 1-й раунд | -    | Кап.     |
| 06-09-2018 | Дакка            | Бангладеш   | 1 – 0     | Пакистан    | Чемпіонат ФФПА 2018 - 1-й раунд | -    | Кап.     |
| 08-09-2018 | Дакка            | Бангладеш   | 0 – 2     | Непал       | Чемпіонат ФФПА 2018 - 1-й раунд | -    | Кап.     |
| 10-10-2018 | Кокс-Базар       | Палестина   | 2 – 0     | Бангладеш   | товариський матч                | -    | Кап.     |
| 09-03-2019 | Пномпень         | Камбоджа    | 0 – 1     | Бангладеш   | товариський матч                | -    | Кап.     |
| 06-06-2019 | В'єнтьян         | Лаос        | 0 – 1     | Бангладеш   | Відбір до Кубка Азії 2023       | -    |          |
| 11-06-2019 | Дакка            | Бангладеш   | 0 – 0     | Лаос        | Відбір до Кубка Азії 2023       | -    | Кап.     |
| 10-09-2019 | Душанбе          | Афганістан  | 1 – 0     | Бангладеш   | Відбір до Кубка Азії 2023       | -    |          |
| 29-09-2019 | Дакка            | Бангладеш   | 4 – 1     | Бутан       | товариський матч                | -    | Кап.     |
| 03-10-2019 | Дакка            | Бангладеш   | 2 – 0     | Бутан       | товариський матч                | -    | Кап.     |
| 10-10-2019 | Дакка            | Бангладеш   | 0 – 2     | Катар       | Відбір до Кубка Азії 2023       | -    |          |
| 15-10-2019 | Колката          | Індія       | 1 – 1     | Бангладеш   | Відбір до ЧС 2022               | -    | Кап. 64' |
| 14-11-2019 | Маскат           | Оман        | 4 – 1     | Бангладеш   | Відбір до ЧС 2022               | -    | Кап.     |
| 15-01-2020 | Дакка            | Бангладеш   | 0 – 2     | Палестина   | товариський матч                | -    | Кап.     |
| 23-01-2020 | Дакка            | Бангладеш   | 0 – 3     | Бурунді     | товариський матч                | -    | Кап.     |
| 13-11-2020 | Дакка            | Бангладеш   | 2 – 0     | Непал       | товариський матч                | -    | Кап.     |
| 17-11-2020 | Дакка            | Бангладеш   | 0 – 0     | Непал       | товариський матч                | -    | Кап.     |
| 04-12-2020 | Доха             | Катар       | 5 – 0     | Бангладеш   | Відбір до ЧС 2022               | -    | Кап.     |
| 27-03-2021 | Катманду         | Непал       | 0 – 0     | Бангладеш   | товариський матч                | -    | Кап.     |
| 03-06-2021 | Доха             | Бангладеш   | 1 – 1     | Афганістан  | Відбір до ЧС 2022               | -    | Кап.     |
| 07-06-2021 | Доха             | Бангладеш   | 0 – 2     | Індія       | Відбір до ЧС 2022               | -    | Кап. 80' |
| Усього     |                  | Матчів      | 46        |             | Голів                           | 0    |          |

#### Забиті м'ячі
U-23
| # | Дата           | Місце                     | Суперник     | Рахунок | Результат | Змагання           |
| - | -------------- | ------------------------- | ------------ | ------- | --------- | ------------------ |
| 1 | 19 серпня 2018 | Петріот Чатхабага, Бекасі | Катар (U-23) | 1–0     | 1–0       | Азійські ігри 2018 |

головна збірна
Рахунок та результат збірної Бангладешу вказано на першому місці.
| №  | Дата              | Місце                    | Суперник | Рахунок | Результат | Змагання                      |
| -- | ----------------- | ------------------------ | -------- | ------- | --------- | ----------------------------- |
| 1. | 13 листопада 2021 | Рейскорс Граунд, Коломбо | Мальдіви | 1–0     | 2–1       | Трофей Махіди Раджапакси 2021 |

## Досягнення

### Клубні
«Шейх Джамал Дхамонді Клаб»
- Прем'єр-ліга Бангладешу
  -  Чемпіон (1): 2015

- Кубок Бангладеш
  -  Володар (1): 2014/15

- Кубок Короля
  -  Володар (1): 2014

### У збірній
- Південноазійські ігри
  -  Бронзовий призер (2): 2016, 2019

- Золотий кубок Бандгабандху
  -  Фіналіст (1): 2015

- Міжнародна футбольна серія Міджиб Боршо
  -  Чемпіон (1): 2020

- Кубок трьох націй
  -  Фіналіст (1): 2021

### Індивідуальні
- Найкращий гравець Кубку Бангабандху (1): 2015
- Найкращий гравець Кубку Короля (1): 2014